# Elísabet Jökulsdóttir
Elísabet Kristín Jökulsdóttir, född 16 april 1958, är en isländsk författare.
Hennes diktsamling Kärleken ett nervvrak. Ingen dans vid fiskarstenen nominerades till Nordiska rådets litteraturpris 2016. Den handlar om en våldsam heterosexuell parrelation ur kvinnans synvinkel. 
Elísabet ställde upp som kandidat i det isländska presidentvalet 2016.